# Nottingham Challenger 5
Il Nottingham Challenger 5, conosciuto anche come Lexus Nottingham Challenger 2024 per motivi di sponsorizzazione, è un torneo maschile professionistico di tennis giocato sul cemento indoor. La 1ª edizione del torneo si è giocata nel 2024 e faceva parte della categoria Challenger 75 nell'ambito dell'ATP Challenger Tour. Il torneo si svolge sui campi del Nottingham Tennis Centre di Nottingham, nel Regno Unito. La 3ª edizione del torneo si è giocata nel 2025 sui campi in erba e faceva della categoria Challenger 50.
È in ordine di tempo il quinto torneo Challenger ospitato in città.

## Albo d'oro

### Singolare
| Anno    | Campione                   | Finalista        | Punteggio        |
| ------- | -------------------------- | ---------------- | ---------------- |
| 2025 II | Jack Pinnington Jones      | Kyle Edmund      | 6–4, 7–6(1)      |
| 2025 I  | Viktor Durasovic           | Henry Searle     | 7–6(6), 3–6, 6–1 |
| 2024    | Giovanni Mpetshi Perricard | Matteo Martineau | 7–6(2), 6–4      |

### Doppio
| Anno    | Campioni                        | Finalisti                      | Punteggio         |
| ------- | ------------------------------- | ------------------------------ | ----------------- |
| 2025 II | Scott Duncan James MacKinlay    | Charles Broom Mark Whitehouse  | 7–5, 4–6, [20–18] |
| 2025 I  | Jonáš Forejtek Michael Vrbenský | Jiří Barnat Filip Duda         | 7–6(5), 7–6(5)    |
| 2024    | Petr Nouza Patrik Rikl          | Antoine Escoffier Joshua Paris | 6–3, 7–6(3)       |